# ال‌اچ‌اس ۴۷۵
ال‌اچ‌اس ۴۷۵ (انگلیسی: LHS 475) یک ستاره کوتوله قرمز است که در فاصله ۴۰٫۷ سال نوری (۱۲٫۵ پارسک) از منظومه شمسی در صورت فلکی هشتک قرار دارد. این سیاره میزبان یک سیاره فراخورشیدی شناخته شده‌است.

## سامانه سیاره‌ای

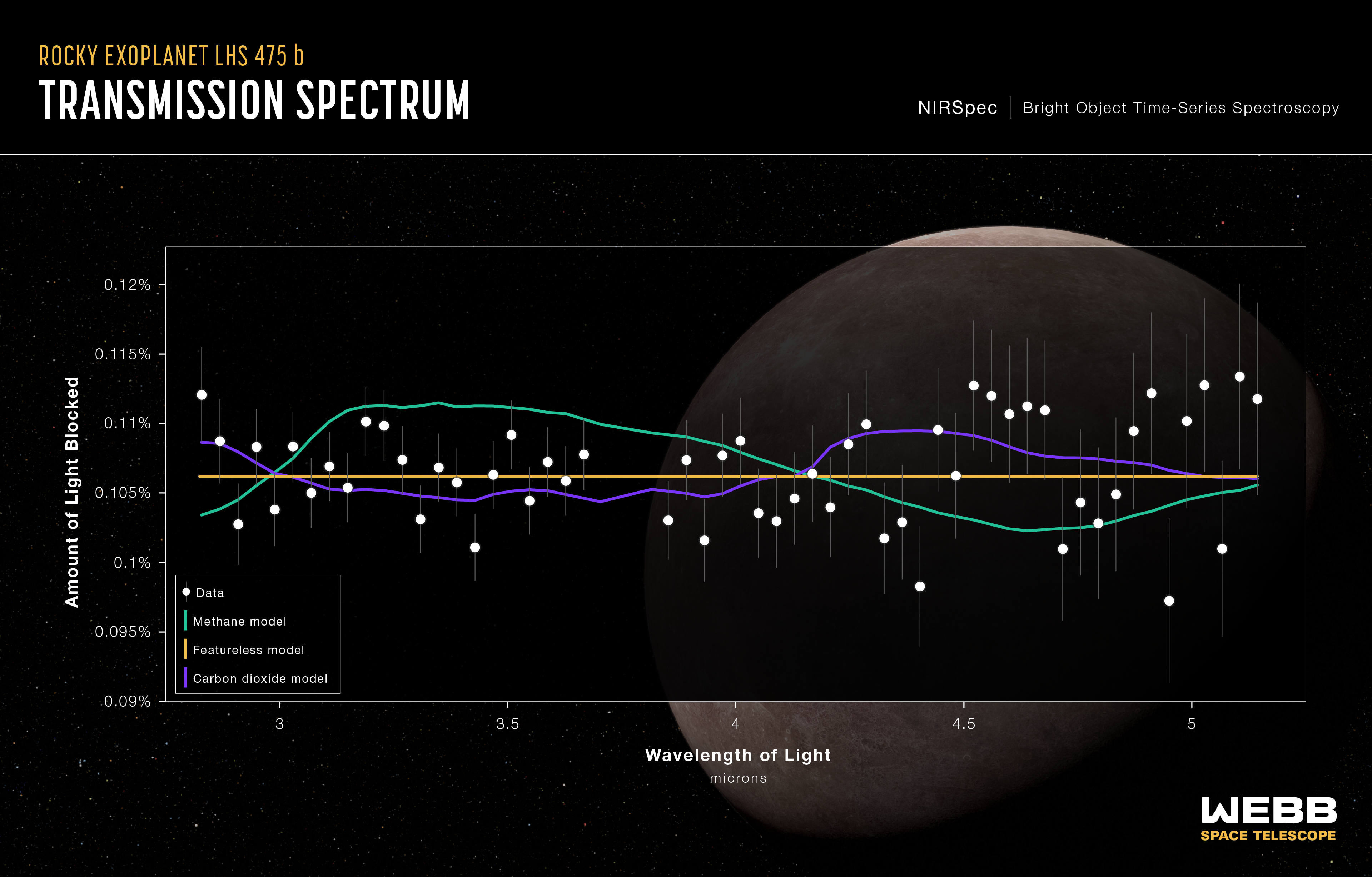
طیف‌نگارهٔ گذر ال‌اچ‌اس ۴۷۵ بی توسط طیف‌نگار NIRSpec

سیاره فراخورشیدی ال‌اچ‌اس ۴۷۵ بی ابتدا در داده‌های گذری ماهواره TESS یافت شد و تأیید آن با استفاده از ابزار طیف‌نگار NIRSpec در تلسکوپ فضایی جیمز وب، که طیف انتقال آن را نیز مشاهده کرد، در ژانویه ۲۰۲۳ منتشر شد.[۸] تأیید مستقل دیگری از این سیاره نیز در آوریل ۲۰۲۳ منتشر شد.
داده‌های جیمز وب با طیفی بدون ویژگی مطابقت دارد، همان‌گونه که از یک سیارهٔ بدون اتمسفر انتظار می‌رود، اما با برخی از انواع جو نیز سازگار است، مانند اتمسفر نازکی که تحت تسلط دی‌اکسید کربن باشد مانند جو مریخ، یا جوی که توسط اتمسفر غلیظی پنهان شده‌است، ابری ضخیم مانند زهره. سایر ترکیبات جوی، مانند اتمسفر تحت سلطه متان، توسط این طیف رد می‌شوند. از نظر اندازه نزدیک به زمین است، در ۹۹٪ قطر آن، اما بسیار گرمتر است.